# Небесні Врата (релігійна організація)
Heaven's Gate (укр. Небесні Врата)[джерело?] — новітній американський релігійний рух (часто описуваний як культ), заснований у 1974 році під керівництвом Бонні Неттлз (1927—1985) та Маршалла Епплвайта (1931—1997), відомих під псевдонімами Ті та До відповідно. Неттлз і Епплвайт вперше зустрілися в 1972 році і розпочали шлях духовних відкриттів, назвавши себе двома свідками Одкровення, що привернуло увагу кількох сотень людей у середині 1970-х років. У 1976 році група припинила набір учасників і запровадила чернечий спосіб життя.
Вчені описали теологію Небесних Воріт як суміш християнського міленаризму, Нью-Ейджу та уфології, а також охарактеризували її як релігію НЛО. Головне переконання групи полягало в тому, що її послідовники можуть перетворитися на безсмертних позаземних істот, відкинувши свою людську натуру, і перенестись у космічний рай, який називали «Наступним Рівнем» або «Надлюдським Еволюційним Рівнем». Смерть Бонні Неттлз від раку в 1985 році змусила віру сектантів похитнутися. Спочатку члени культу вірили, що вознесуться до раю ще живими, сівши на борт космічного корабля; потім, що тіло — лише оболонка, «контейнер» чи «транспортний засіб» для душі, і що їх свідомість перенесеться у нові «Тіла Наступного Рівня» після смерті.
26 березня 1997 року поліція округу Сан-Дієго виявила тіла 39 членів секти, включаючи їх лідера Еплвайта, у будинку в передмісті Сан-Дієго Ранчо Санта-Фе. Вони взяли участь у масовому ритуальному самогубстві, вчиненому під час наближенням до Землі комети Гейла-Боппа. Незадовго до трагедії на вебсайті культу було опубліковано повідомлення: «Гейл–Бопп підсумовує діяльність Небесних воріт. …22 роки нашого навчання на планеті Земля нарешті добігають кінця — кульмінації Людського Еволюційного Рівня. Ми з радістю готові покинути цей світ і піти з командою Ті».
Назва «Heaven's Gate» використовувалася лише протягом останніх років існування групи. До цього вони були відомі під назвами Human Individual Metamorphosis (Індивідуальна Метаморфоза Людини) і Total Overcomers Anonymous (Анонімні Тотальні Підкорювачі).

## Історія
Син пресвітеріанського священика і колишнього солдата Маршалл Епплвайт почав свою біблійно-пророчу діяльність на початку 1970-х років. У березні 1972 року, після звільнення з Університету Св. Томаса в Х'юстоні, штат Техас через звинувачення у стосунках з власним студентом, Епплвайт зустрів Бонні Неттлз, 44-річну заміжню медсестру, яка цікавилася теософією та біблійними пророцтвами. Обставини їхньої зустрічі невідомі. Згідно з записами Еплвайта, вони познайомилися в лікарні, коли той відвідував хворого друга. Підозрюється, що це була психіатрична лікарня, але також існує версія щодо лікарні у якій Неттлс працювала з недоношеними дітьми, замінюючи іншу медсестру. Пізніше Еплвайт згадував, що відчував, ніби знає Неттлз дуже давно, і дійшов висновку, що вони познайомились у минулому житті. Жінка сказала йому, що їхня зустріч була передбачена інопланетянами, запевняючи чоловіка, що він має божественне призначення.
Епплвайт і Неттлз цікавилися життям святого Франциска Ассізького, читали твори Олени Блавацької, Р. Д. Лейнга та Річарда Баха. Вони зберігали Біблію короля Якова та вивчали уривки з Нового Заповіту, присвячені христології, аскетизму та есхатології. Епплвайт також читав наукову фантастику, зокрема твори Роберта А. Хайнлайна та Артура К. Кларка. Переконання Епплвайт і Неттлз зміцнювались, і 19 червня майбутні лідери культу дійшли висновку, що вони мали вищий за оточуючих рівень розвитку і були обрані для виконання біблійних пророцтв. Вони написали брошуру, в якій описували реінкарнацію Ісуса як техасця, (маючі на увазі саме Маршалла Епплвайта). Крім того, Неттлз і Епплвайт прийшли до висновку, що вони є двома свідками, описаними в Книзі Одкровення, і час від часу навідувались до церков та релігійних об'єднань, щоб переконати їх у цьому, часто називаючи себе «Двоє», або «Двійця НЛО». Вони вірили, що будуть вбиті, а після воскреснуть, перенесшись на космічний корабель. Ця подія, так звана «демонстрація», мала підтвердити їх твердження. На превеликий жаль Епплвайта та Неттлз, інші релігійні об'єднання негативно сприйняли таку ідею.
У травні 1974 року Шерон Морган стала першою послідовнецею «Двох», покинувши заради цього двох своїх дітей. Місяць потому Шерон полишила «Двох» і повернулася до родини. Неттлс і Еплвайт були заарештовані та звинувачені у шахрайстві за використання карток Морган, незважаючи на те, що вона дала на це згоду. Пізніше звинувачення були зняті. Однак під час перевірки виявилося, що Еплвайт дев'ятьма місяцями тому викрав орендований автомобіль у Сент-Луїсі, яким він все ще користувався. Еплвайт провів шість місяців у в'язниці Міссурі і був звільнений на початку 1975 року, згодом знову приєднавшись до Неттлз.
Згодом Еплвайт і Неттлз вирішили встановити зв'язок з інопланетянами, та розпочали пошук послідовників-однодумців. Вони публікували оголошення про збори, на яких вербували учнів — так званий «екіпаж». Під час дійства вони представлялися інопланетними істотами, що досягли Наступного Рівня, та шукали добровольців для експерименту. «Двоє» заявляли, що ті, хто погодяться взяти участь в експерименті, зможуть перейти на наступний еволюційний рівень.  У квітні 1975 року в місті Студіо-Сіті відбулася зустріч метафізичної групи людей, що налічувала 80 осіб, на чолі з Кларенсом Клугом. Учасники зустрічі поділилися своїм «одночасним» просвітленням, під час якого вони усвідомили, що особисто були двома свідками в Біблійній історії кінця світу. За словами Бенджаміна Целлера, хоч звіти про зустріч і різняться, усі залучені переконані у її важливості та погоджуються, що Еплвайт і Неттлз представали харизматичними лідерами, що несли значуще духовне послання. Близько 25 осіб долучилися до об'єднання.
Пізніше, у вересні 1975 року, Еплвайт і Неттлз проповідували в мотелі у Волдпорті, штат Орегон. Близько 20 людей зникли з поля зору, продавши все «мирське» майно, попрощавшись з близькими та приєднавшись до релігійного об'єднання. Пізніше того ж року в CBS Evening News Уолтер Кронкайт повідомив про масові зникнення людей в одному з перших звітів про релігійну групу: «Близько десятка осіб … зникли. Загадкою є те, чи їх забрали у так звану „подорож у вічність“ — чи просто забрали». Насправді «До і Ті», як себе почали називати Еплвайт і Неттлз, перевели культ у підпілля. Послідовники культу, яких вже було майже сотня по всій країні, спали в наметах та спальних мішках і жебракували на вулицях. Уникнення виявлення органами влади та засобами масової інформації дозволило групі зосередитися на доктрині До і Ті та допомозі членам екіпажу досягти «вищого еволюційного рівня»
Епплвайт і Неттлз протягом багатьох років використовували різні псевдоніми, зокрема «Бо і Піп» та «До і Ті». Група також мала кілька назв до того, як стати Небесними Вратами. Культ кілька разів змінював мету та назву, а також застосовував різноманітні методи вербування.
Еплвайт вважав, що він був прямим родичем Ісуса, тобто був на «Царському Надлюдському Еволюційному Рівні». Його твори, які поєднували в собі аспекти міленіалізму, гностицизму та наукової фантастики, свідчать про те, що він вважав себе наступником Ісуса та «Нинішнім Представником» Христа на землі. До і Ті з самого початку переконували послідовників, що тіло До (Епплвайта) було «транспортним засобам» у якому знаходилась інопланетна душа, що належала Ісусу; відповідно Ті (Неттлз) була втіленням самого Бога Отця.
Екіпаж використовував численні методи вербування під час подорожі Сполученими Штатами в злиднях, проповідуючи Євангеліє метаморфоз вищого рівня, викриття обману людей духами фальшивих богів, огортання сонячним світлом для медитативного зцілення та божественність «Двох».
У квітні 1976 року група припинила вербування і стала закритою, запроваджуючи жорсткі правила поведінки, включаючи заборону сексуальної активності та вживання наркотиків. Еплвайт і Неттлз зміцнили свою світську та релігійну владу над організацією. Бенджамін Целлер описав рух як такий, що пройшов трансформацію «від неорганізованої соціальної групи до централізованого релігійного руху, який можна порівняти з мандрівним монастирем».
На початку 1990-х років під фірмовою назвою «Вище джерело» культ використовував свій вебсайт для прозаїтизму та вербування послідовників. У наступні роки серед послідовників почали поширюватися чутки про те, що комета Хейла-Боппа, яка наближалась до Землі, зберігає секрет їхнього остаточного порятунку та сходження в царство небесне.

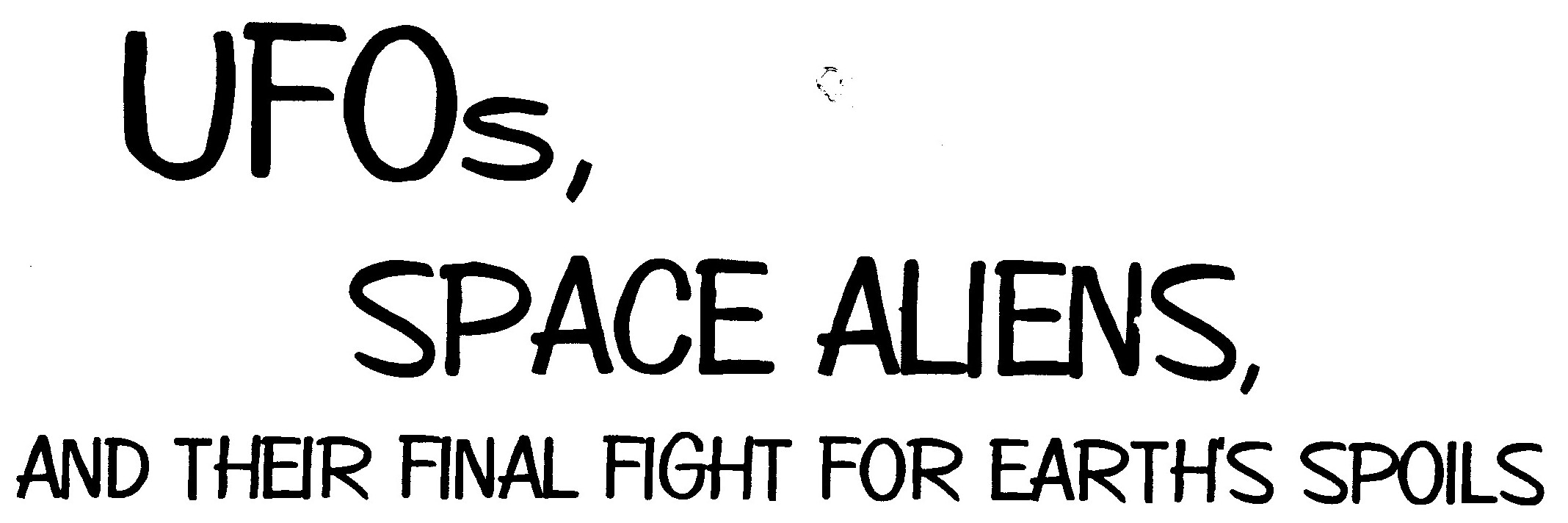
Флаєр для вербувальної зустрічі Heaven's Gate, Берклі, Каліфорнія, травень 1994 р.

## Масове самогубство

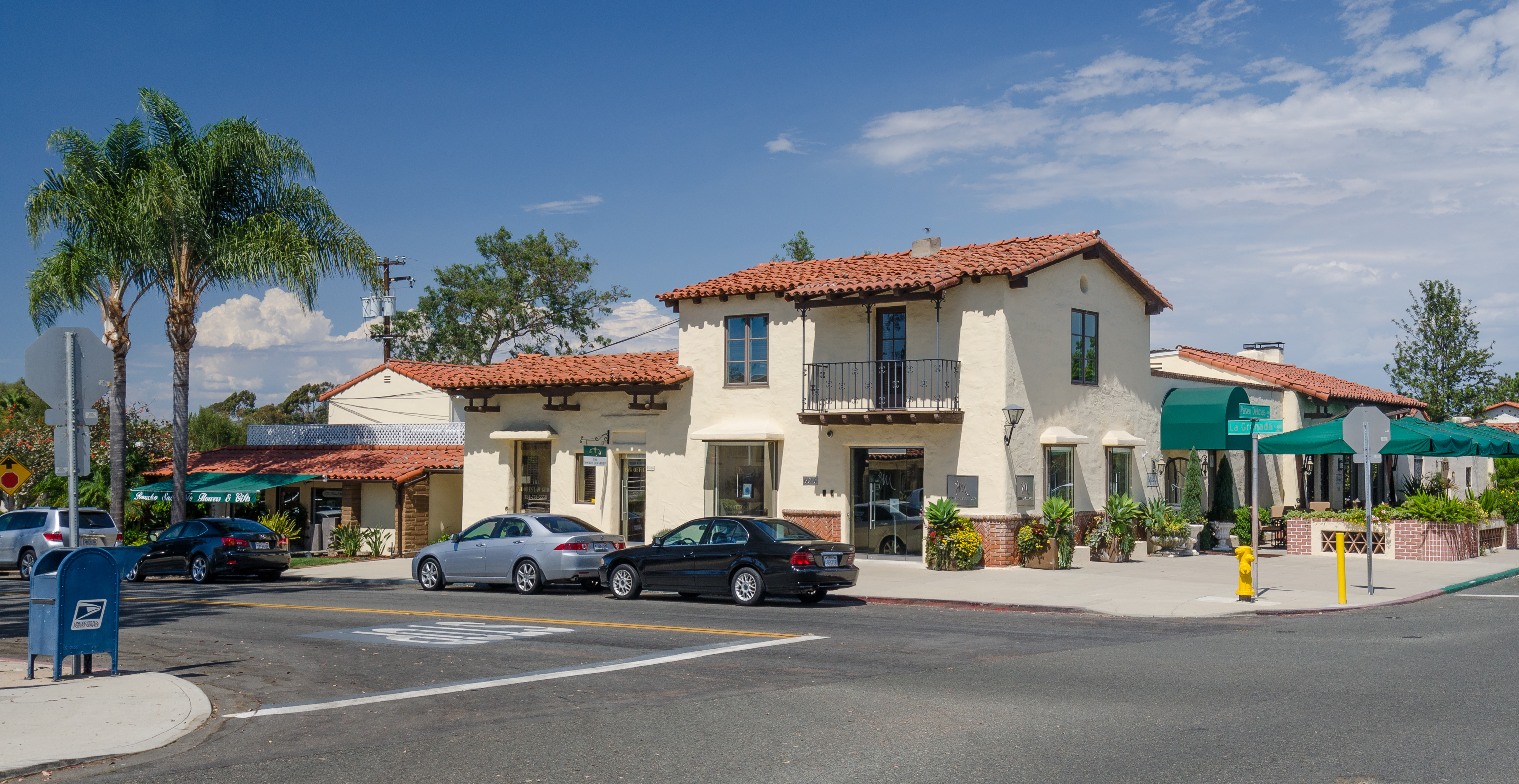
Ранчо Санта-Фе, де учасники групи Heaven's Gate вчинили масове самогубство в орендованому особняку

У жовтні 1996 року група орендувала великий будинок, який вони назвали «Монастир» — особняк площею у 860 кв/м, розташований у Ранчо Санта-Фе, Каліфорнія. Орендна плата коштувала культу $7000 на місяць. Того ж місяця група придбала страховку від викрадення інопланетянами, яка покривала до п'ятдесяти членів передбачала виплату в обсязі $1 млн доларів США. (поліс охоплював викрадення, запліднення або вбивство прибульцями). Раніше, у червні 1995 року, сектанти купили землю поблизу Мансано, штат Нью-Мексико, і почали будівництво власного комплексу із гумових шин та бетону, але раптово покинули проект у квітні 1996 року.
19–20 березня 1997  –  Маршалл Еплвайт записав себе на плівку у фільмі «Останній вихід До», де розповів про масове самогубство та «єдиний спосіб евакуації з Землі». Він стверджував, що за кометою Гейла-Боппа слідує космічний корабель, і ця подія вирішальна означатиме «закриття Небесних воріт». Еплвайт переконав 38 культистів підготуватися до ритуального самогубства, щоб їхні душі могли зайняти місце на борту корабля. Еплвайт вважав, що після їхньої смерті непізнаний літаючий об'єкт (НЛО) перенесе їхні душі на інший «рівень існування, вищий за людський», як фізичний, так і духовний. Підготовка включала відеозапис прощального посилання від кожного з залучених.
Щоб покінчити з собою, учасники прийняли фенобарбітал, змішаний з яблучним пюре або пудингом, і запили його горілкою. Після вони надягли на голови поліетиленові пакети, щоб викликати задуху. Усі 39 були одягнені в однакові чорні кофти та спортивні штани, нове чорно-біле спортивне взуття моделі Nike Decades наручні пов'язки з вишитим написом «Heaven's Gate Away Team» (один із багатьох випадків використання групою номенклатури вигаданого всесвіту Зоряний шлях). Кожен учасник мав у кишені п'ятидоларову банкноту та три чверті. За словами колишніх членів культу, це був своєрідний жартівливий прощальний жест — таку суму грошей видавали тим, хто йшов на роботу. Сума в п'ять доларів була необхідним мінімумом щоб оминути закон про бродяжництво (заборона пересуватись вулицями безробітнім людям, що не мали при собі достатньо коштів); чверті використовувались для дзвінків по телефону. Проте ще один минулий учасник групи під псевдонімом «Сойєр», заявив, що це було посиланням на історію Марка Твена, де говорилося про «вартість поїздки на хвості комети в небо» що становила $5.75.
Коли один учасник помирав, інший, ще живий, приводив тіло у належний стан — він мав обережно покласти померлого на ліжко, зняти з його голови пакет і накрити фіолетовою тканиною. В інтерв'ю з Гаррі Робінсоном два учасника, що вижили, розповіли, що ідентичний одяг був уніформою, яка символізувала єдність групи у рішенні вбити себе, тоді як кросівки Nike Decades було обрано тому, що на них була вигідна оптова знижка. Епплвайт був прихильником Nike, тому вся група мала слідувати його прикладу. Небесні Врата використовували гасло Nike «Just Do It» як власну приказку, вимовляючи Do як Doe — псевдонім Маршалла Еплвайта.
39 послідовників у віці від 26 до 72, серед яких 21 жінка та 18 чоловіків, померли трьома групами протягом трьох днів поспіль; учасники, що залишались прибирали після смерті кожної попередньої групи. Самогубства відбулися групами по п'ятнадцять, п'ятнадцять і дев'ять осіб, між 22 і 26 березня.  Серед загиблих був Томас Ніколс, брат актриси Нішель Ніколс, яка була відома за роллю Ухури в оригінальному телесеріалі «Зоряний шлях». Лідер Еплвайт помер передостаннім; двоє людей, що залишилися після нього, були єдиними, кого знайшли з пакетами на головах, та не накритих тканиною. Перед останнім із самогубств подібні набори посилок були надіслані численним особам, пов'язаним із Heaven's Gate (або, які мали зв'язки раніше), і принаймні одному ЗМІ, відділу BBC, відповідальному за фільм Луї Теру Weird Weekends, в участі у якому секта попередньо відмовилась.